# Никодим (Вулпе)
Архиепископ Никодим (рум. Arhiepiscopul Nicodim, в миру Иоанн (Ион) Васильевич Вулпе, рум. Ioan (Ion) Vasilievici Vulpe; род. 4 сентября 1956, с. Киперчень, Оргеевский район, Молдавская ССР, СССР) — епископ Русской православной церкви; архиерей Православной церкви Молдовы, архиепископ Единецкий и Бричанский.

## Биография
Родился 4 сентября 1956 года в селе Киперчень Оргеевского района Молдавии, в крестьянской семье.
В 1973 году окончил Киперченскую среднюю школу. В 1974—1976 годах служил в рядах Советской армии.
В 1977—1980 годах — учащийся Ленинградской духовной семинарии. В 1980 году поступил в Ленинградскую духовную академию, где учился до 1981 года.
18 марта 1981 года в Спасо-Преображенском соборе города Ленинграда архиепископом Тихвинским Мелитоном (Соловьёвым) был рукоположён во диакона.
21 мая 1981 года в Иоанно-Богословском академическом храме архиепископом Выборгским Кириллом (Гундяевым), ректором Ленинградских духовных школах, был рукоположён во пресвитера.
8 июня того же года распоряжением председателя Учебного комитета при Священном Синоде митрополита Таллинского и Эстонского Алексия (Ридигера) был направлен для прохождения пастырского служения в распоряжение архиепископа Кишинёвского и Молдавского Ионафана (Кополовича).
14 августа 1981 года назначен настоятелем церкви святой преподобной Параскевы в городе Кутузов (ныне Яловены).
12 мая 1982 года назначен настоятелем Свято-Михайловской церкви села Киперчень Оргеевского района.
7 декабря 1987 года назначен помощником благочинного церквей Кишинёвского округа.
8 января 1988 года, в честь 175-летия учреждения Кишинёвско-Молдавской епархии, возведён патриархом Московским и всея Руси Пименом в достоинство протоиерея.
14 октября 1988 года назначен членом Кишинёвского епархиального совета.
1 февраля 1989 года назначен попечителем Каприяновской Георгиевской обители.
В 1989—1992 годах учился в Московской духовной академии.
8 февраля 1990 года назначен благочинным церквей городов Кишинёв, Тирасполь, Бендеры, Новоаненского и Яловенского районов.
24 августа 1990 года назначен настоятелем Никольского собора города Оргеев.
24 августа 1993 года назначен духовником и администратором монастыря Рождества Богородицы села Курки Оргеевского района.
13 октября 1993 года назначен председателем Издательского совета Православной Церкви Молдовы.
28 мая 1997 года назначен членом Синода Православной Церкви Молдовы.
10 сентября 1999 года назначен благочинным Оргеевского округа.
В 2006 году Священным Синодом Русской Православной Церкви назначен членом исполнительного комитета Межрелигиозного совета Содружества Независимых Государств.
23 января 2009 года принял монашеский постриг с именем Никодим, в честь праведного Никодима, тайного ученика Спасителя. Постриг по благословению митрополита Кишиневского и всея Молдовы Владимира (Кантаряна) совершил епископ Бельцкий и Фэлештский Маркелл (Михэеску).
19 февраля 2009 года митрополитом Кишиневским и всея Молдовы Владимиром был возведён в достоинство игумена. 7 апреля того же года последовало его возведение в сан архимандрита.
10 октября 2009 года Священным Синодом утверждён членом Издательского Совета Русской Православной Церкви.
24 декабря 2010 года постановлением Священного Синода Русской Православной Церкви определено быть епископом Единецким и Бричанским..
25 декабря того же года в рабочей Патриаршей резиденции в Чистом переулке состоялось его наречение во епископа.
26 декабря в кафедральном соборном Храме Христа Спасителя за Божественной литургией — архиерейская хиротония. Чин хиротонии совершили Патриарх Московский и всея Руси Кирилл, митрополиты Крутицкий и Коломенский Ювеналий (Поярков); Кишинёвский и всея Молдовы Владимир (Кантарян); Саранский и Мордовский Варсонофий (Судаков); Волоколамский Иларион (Алфеев); Астанайский и Казахстанский Александр (Могилёв); архиепископы Наро-Фоминский Юстиниан (Овчинников); Ярославский и Ростовский Кирилл (Наконечный); епископы Тираспольский и Дубоссарский Савва (Волков); Кагульский и Комратский Анатолий (Ботнарь); Унгенский и Ниспоренский Петр (Мустяцэ); Солнечногорский Сергий (Чашин) и Бельцкий и Фэлештский Маркелл (Михэеску).
16 мая 2021 года, за усердное служение Церкви, за богослужением в Храме Христа Спасителя, патриархом Московским и всея Руси Кириллом епископ Никодим возведён в сан архиепископа.

## Публикации
- Возвращение к духовной жизни // Журнал Московской Патриархии. М., 1990. № 1. стр. 38.

## Награды

### Церковные
- орден св. кн. Владимира III ст.;(1988)
- орден прп. Сергия Радонежского III ст.;(1990)
- орден св. блгв. кн. Даниила Московского III ст.;(1995)
- орден свт. Иннокентия Московского III ст.;(2000)
- орден св. Паисия Величковского II ст.;(2003)
- орден св. Стефана Великого II ст.;(2004)
- орден св. Серафима Саровского III ст.;(2006)
- Патриаршая грамота;(2008)
- орден свт. Иннокентия Московского II ст.(2011)[6]

### Светские
- Орден «Богдан-Основатель» (2017, Молдавия)
- Орден Почёта (2011, Молдавия)
- Орден «Трудовая слава» (2000, Молдавия)